# 1406
Portal Geschichte | Portal Biografien | Aktuelle Ereignisse | Jahreskalender | Tagesartikel

◄ |
14. Jahrhundert |
15. Jahrhundert
| 16. Jahrhundert | ►

◄ |
1370er |
1380er |
1390er |
1400er
| 1410er | 1420er | 1430er | ►

◄◄ |
◄ |
1402 |
1403 |
1404 |
1405 |
1406
| 1407 | 1408 | 1409 | 1410 | ► | ►►
Staatsoberhäupter  · Nekrolog   · Musikjahr
| Januar | Januar | Januar | Januar | Januar | Januar | Januar | Januar |
| Kw     | Mo     | Di     | Mi     | Do     | Fr     | Sa     | So     |
| ------ | ------ | ------ | ------ | ------ | ------ | ------ | ------ |
| 53     |        |        |        |        | 1      | 2      | 3      |
| 1      | 4      | 5      | 6      | 7      | 8      | 9      | 10     |
| 2      | 11     | 12     | 13     | 14     | 15     | 16     | 17     |
| 3      | 18     | 19     | 20     | 21     | 22     | 23     | 24     |
| 4      | 25     | 26     | 27     | 28     | 29     | 30     | 31     |

| Februar | Februar | Februar | Februar | Februar | Februar | Februar | Februar |
| Kw      | Mo      | Di      | Mi      | Do      | Fr      | Sa      | So      |
| ------- | ------- | ------- | ------- | ------- | ------- | ------- | ------- |
| 5       | 1       | 2       | 3       | 4       | 5       | 6       | 7       |
| 6       | 8       | 9       | 10      | 11      | 12      | 13      | 14      |
| 7       | 15      | 16      | 17      | 18      | 19      | 20      | 21      |
| 8       | 22      | 23      | 24      | 25      | 26      | 27      | 28      |

| März | März | März | März | März | März | März | März |
| Kw   | Mo   | Di   | Mi   | Do   | Fr   | Sa   | So   |
| ---- | ---- | ---- | ---- | ---- | ---- | ---- | ---- |
| 9    | 1    | 2    | 3    | 4    | 5    | 6    | 7    |
| 10   | 8    | 9    | 10   | 11   | 12   | 13   | 14   |
| 11   | 15   | 16   | 17   | 18   | 19   | 20   | 21   |
| 12   | 22   | 23   | 24   | 25   | 26   | 27   | 28   |
| 13   | 29   | 30   | 31   |      |      |      |      |

| April | April | April | April | April | April | April | April |
| Kw    | Mo    | Di    | Mi    | Do    | Fr    | Sa    | So    |
| ----- | ----- | ----- | ----- | ----- | ----- | ----- | ----- |
| 13    |       |       |       | 1     | 2     | 3     | 4     |
| 14    | 5     | 6     | 7     | 8     | 9     | 10    | 11    |
| 15    | 12    | 13    | 14    | 15    | 16    | 17    | 18    |
| 16    | 19    | 20    | 21    | 22    | 23    | 24    | 25    |
| 17    | 26    | 27    | 28    | 29    | 30    |       |       |

| Mai | Mai | Mai | Mai | Mai | Mai | Mai | Mai |
| Kw  | Mo  | Di  | Mi  | Do  | Fr  | Sa  | So  |
| --- | --- | --- | --- | --- | --- | --- | --- |
| 17  |     |     |     |     |     | 1   | 2   |
| 18  | 3   | 4   | 5   | 6   | 7   | 8   | 9   |
| 19  | 10  | 11  | 12  | 13  | 14  | 15  | 16  |
| 20  | 17  | 18  | 19  | 20  | 21  | 22  | 23  |
| 21  | 24  | 25  | 26  | 27  | 28  | 29  | 30  |
| 22  | 31  |     |     |     |     |     |     |

| Juni | Juni | Juni | Juni | Juni | Juni | Juni | Juni |
| Kw   | Mo   | Di   | Mi   | Do   | Fr   | Sa   | So   |
| ---- | ---- | ---- | ---- | ---- | ---- | ---- | ---- |
| 22   |      | 1    | 2    | 3    | 4    | 5    | 6    |
| 23   | 7    | 8    | 9    | 10   | 11   | 12   | 13   |
| 24   | 14   | 15   | 16   | 17   | 18   | 19   | 20   |
| 25   | 21   | 22   | 23   | 24   | 25   | 26   | 27   |
| 26   | 28   | 29   | 30   |      |      |      |      |

| Juli | Juli | Juli | Juli | Juli | Juli | Juli | Juli |
| Kw   | Mo   | Di   | Mi   | Do   | Fr   | Sa   | So   |
| ---- | ---- | ---- | ---- | ---- | ---- | ---- | ---- |
| 26   |      |      |      | 1    | 2    | 3    | 4    |
| 27   | 5    | 6    | 7    | 8    | 9    | 10   | 11   |
| 28   | 12   | 13   | 14   | 15   | 16   | 17   | 18   |
| 29   | 19   | 20   | 21   | 22   | 23   | 24   | 25   |
| 30   | 26   | 27   | 28   | 29   | 30   | 31   |      |

| August | August | August | August | August | August | August | August |
| Kw     | Mo     | Di     | Mi     | Do     | Fr     | Sa     | So     |
| ------ | ------ | ------ | ------ | ------ | ------ | ------ | ------ |
| 30     |        |        |        |        |        |        | 1      |
| 31     | 2      | 3      | 4      | 5      | 6      | 7      | 8      |
| 32     | 9      | 10     | 11     | 12     | 13     | 14     | 15     |
| 33     | 16     | 17     | 18     | 19     | 20     | 21     | 22     |
| 34     | 23     | 24     | 25     | 26     | 27     | 28     | 29     |
| 35     | 30     | 31     |        |        |        |        |        |

| September | September | September | September | September | September | September | September |
| Kw        | Mo        | Di        | Mi        | Do        | Fr        | Sa        | So        |
| --------- | --------- | --------- | --------- | --------- | --------- | --------- | --------- |
| 35        |           |           | 1         | 2         | 3         | 4         | 5         |
| 36        | 6         | 7         | 8         | 9         | 10        | 11        | 12        |
| 37        | 13        | 14        | 15        | 16        | 17        | 18        | 19        |
| 38        | 20        | 21        | 22        | 23        | 24        | 25        | 26        |
| 39        | 27        | 28        | 29        | 30        |           |           |           |

| Oktober | Oktober | Oktober | Oktober | Oktober | Oktober | Oktober | Oktober |
| Kw      | Mo      | Di      | Mi      | Do      | Fr      | Sa      | So      |
| ------- | ------- | ------- | ------- | ------- | ------- | ------- | ------- |
| 39      |         |         |         |         | 1       | 2       | 3       |
| 40      | 4       | 5       | 6       | 7       | 8       | 9       | 10      |
| 41      | 11      | 12      | 13      | 14      | 15      | 16      | 17      |
| 42      | 18      | 19      | 20      | 21      | 22      | 23      | 24      |
| 43      | 25      | 26      | 27      | 28      | 29      | 30      | 31      |

| November | November | November | November | November | November | November | November |
| Kw       | Mo       | Di       | Mi       | Do       | Fr       | Sa       | So       |
| -------- | -------- | -------- | -------- | -------- | -------- | -------- | -------- |
| 44       | 1        | 2        | 3        | 4        | 5        | 6        | 7        |
| 45       | 8        | 9        | 10       | 11       | 12       | 13       | 14       |
| 46       | 15       | 16       | 17       | 18       | 19       | 20       | 21       |
| 47       | 22       | 23       | 24       | 25       | 26       | 27       | 28       |
| 48       | 29       | 30       |          |          |          |          |          |

| Dezember | Dezember | Dezember | Dezember | Dezember | Dezember | Dezember | Dezember |
| Kw       | Mo       | Di       | Mi       | Do       | Fr       | Sa       | So       |
| -------- | -------- | -------- | -------- | -------- | -------- | -------- | -------- |
| 48       |          |          | 1        | 2        | 3        | 4        | 5        |
| 49       | 6        | 7        | 8        | 9        | 10       | 11       | 12       |
| 50       | 13       | 14       | 15       | 16       | 17       | 18       | 19       |
| 51       | 20       | 21       | 22       | 23       | 24       | 25       | 26       |
| 52       | 27       | 28       | 29       | 30       | 31       |          |          |

| Januar | Januar | Januar | Januar | Januar | Januar | Januar | Januar |
| Kw     | Mo     | Di     | Mi     | Do     | Fr     | Sa     | So     |
| ------ | ------ | ------ | ------ | ------ | ------ | ------ | ------ |
| 53     |        |        |        |        | 1      | 2      | 3      |
| 1      | 4      | 5      | 6      | 7      | 8      | 9      | 10     |
| 2      | 11     | 12     | 13     | 14     | 15     | 16     | 17     |
| 3      | 18     | 19     | 20     | 21     | 22     | 23     | 24     |
| 4      | 25     | 26     | 27     | 28     | 29     | 30     | 31     |

| Februar | Februar | Februar | Februar | Februar | Februar | Februar | Februar |
| Kw      | Mo      | Di      | Mi      | Do      | Fr      | Sa      | So      |
| ------- | ------- | ------- | ------- | ------- | ------- | ------- | ------- |
| 5       | 1       | 2       | 3       | 4       | 5       | 6       | 7       |
| 6       | 8       | 9       | 10      | 11      | 12      | 13      | 14      |
| 7       | 15      | 16      | 17      | 18      | 19      | 20      | 21      |
| 8       | 22      | 23      | 24      | 25      | 26      | 27      | 28      |

| März | März | März | März | März | März | März | März |
| Kw   | Mo   | Di   | Mi   | Do   | Fr   | Sa   | So   |
| ---- | ---- | ---- | ---- | ---- | ---- | ---- | ---- |
| 9    | 1    | 2    | 3    | 4    | 5    | 6    | 7    |
| 10   | 8    | 9    | 10   | 11   | 12   | 13   | 14   |
| 11   | 15   | 16   | 17   | 18   | 19   | 20   | 21   |
| 12   | 22   | 23   | 24   | 25   | 26   | 27   | 28   |
| 13   | 29   | 30   | 31   |      |      |      |      |

| April | April | April | April | April | April | April | April |
| Kw    | Mo    | Di    | Mi    | Do    | Fr    | Sa    | So    |
| ----- | ----- | ----- | ----- | ----- | ----- | ----- | ----- |
| 13    |       |       |       | 1     | 2     | 3     | 4     |
| 14    | 5     | 6     | 7     | 8     | 9     | 10    | 11    |
| 15    | 12    | 13    | 14    | 15    | 16    | 17    | 18    |
| 16    | 19    | 20    | 21    | 22    | 23    | 24    | 25    |
| 17    | 26    | 27    | 28    | 29    | 30    |       |       |

| Mai | Mai | Mai | Mai | Mai | Mai | Mai | Mai |
| Kw  | Mo  | Di  | Mi  | Do  | Fr  | Sa  | So  |
| --- | --- | --- | --- | --- | --- | --- | --- |
| 17  |     |     |     |     |     | 1   | 2   |
| 18  | 3   | 4   | 5   | 6   | 7   | 8   | 9   |
| 19  | 10  | 11  | 12  | 13  | 14  | 15  | 16  |
| 20  | 17  | 18  | 19  | 20  | 21  | 22  | 23  |
| 21  | 24  | 25  | 26  | 27  | 28  | 29  | 30  |
| 22  | 31  |     |     |     |     |     |     |

| Juni | Juni | Juni | Juni | Juni | Juni | Juni | Juni |
| Kw   | Mo   | Di   | Mi   | Do   | Fr   | Sa   | So   |
| ---- | ---- | ---- | ---- | ---- | ---- | ---- | ---- |
| 22   |      | 1    | 2    | 3    | 4    | 5    | 6    |
| 23   | 7    | 8    | 9    | 10   | 11   | 12   | 13   |
| 24   | 14   | 15   | 16   | 17   | 18   | 19   | 20   |
| 25   | 21   | 22   | 23   | 24   | 25   | 26   | 27   |
| 26   | 28   | 29   | 30   |      |      |      |      |

| Juli | Juli | Juli | Juli | Juli | Juli | Juli | Juli |
| Kw   | Mo   | Di   | Mi   | Do   | Fr   | Sa   | So   |
| ---- | ---- | ---- | ---- | ---- | ---- | ---- | ---- |
| 26   |      |      |      | 1    | 2    | 3    | 4    |
| 27   | 5    | 6    | 7    | 8    | 9    | 10   | 11   |
| 28   | 12   | 13   | 14   | 15   | 16   | 17   | 18   |
| 29   | 19   | 20   | 21   | 22   | 23   | 24   | 25   |
| 30   | 26   | 27   | 28   | 29   | 30   | 31   |      |

| August | August | August | August | August | August | August | August |
| Kw     | Mo     | Di     | Mi     | Do     | Fr     | Sa     | So     |
| ------ | ------ | ------ | ------ | ------ | ------ | ------ | ------ |
| 30     |        |        |        |        |        |        | 1      |
| 31     | 2      | 3      | 4      | 5      | 6      | 7      | 8      |
| 32     | 9      | 10     | 11     | 12     | 13     | 14     | 15     |
| 33     | 16     | 17     | 18     | 19     | 20     | 21     | 22     |
| 34     | 23     | 24     | 25     | 26     | 27     | 28     | 29     |
| 35     | 30     | 31     |        |        |        |        |        |

| September | September | September | September | September | September | September | September |
| Kw        | Mo        | Di        | Mi        | Do        | Fr        | Sa        | So        |
| --------- | --------- | --------- | --------- | --------- | --------- | --------- | --------- |
| 35        |           |           | 1         | 2         | 3         | 4         | 5         |
| 36        | 6         | 7         | 8         | 9         | 10        | 11        | 12        |
| 37        | 13        | 14        | 15        | 16        | 17        | 18        | 19        |
| 38        | 20        | 21        | 22        | 23        | 24        | 25        | 26        |
| 39        | 27        | 28        | 29        | 30        |           |           |           |

| Oktober | Oktober | Oktober | Oktober | Oktober | Oktober | Oktober | Oktober |
| Kw      | Mo      | Di      | Mi      | Do      | Fr      | Sa      | So      |
| ------- | ------- | ------- | ------- | ------- | ------- | ------- | ------- |
| 39      |         |         |         |         | 1       | 2       | 3       |
| 40      | 4       | 5       | 6       | 7       | 8       | 9       | 10      |
| 41      | 11      | 12      | 13      | 14      | 15      | 16      | 17      |
| 42      | 18      | 19      | 20      | 21      | 22      | 23      | 24      |
| 43      | 25      | 26      | 27      | 28      | 29      | 30      | 31      |

| November | November | November | November | November | November | November | November |
| Kw       | Mo       | Di       | Mi       | Do       | Fr       | Sa       | So       |
| -------- | -------- | -------- | -------- | -------- | -------- | -------- | -------- |
| 44       | 1        | 2        | 3        | 4        | 5        | 6        | 7        |
| 45       | 8        | 9        | 10       | 11       | 12       | 13       | 14       |
| 46       | 15       | 16       | 17       | 18       | 19       | 20       | 21       |
| 47       | 22       | 23       | 24       | 25       | 26       | 27       | 28       |
| 48       | 29       | 30       |          |          |          |          |          |

| Dezember | Dezember | Dezember | Dezember | Dezember | Dezember | Dezember | Dezember |
| Kw       | Mo       | Di       | Mi       | Do       | Fr       | Sa       | So       |
| -------- | -------- | -------- | -------- | -------- | -------- | -------- | -------- |
| 48       |          |          | 1        | 2        | 3        | 4        | 5        |
| 49       | 6        | 7        | 8        | 9        | 10       | 11       | 12       |
| 50       | 13       | 14       | 15       | 16       | 17       | 18       | 19       |
| 51       | 20       | 21       | 22       | 23       | 24       | 25       | 26       |
| 52       | 27       | 28       | 29       | 30       | 31       |          |          |

## Ereignisse

### Politik und Weltgeschehen

#### England/Schottland

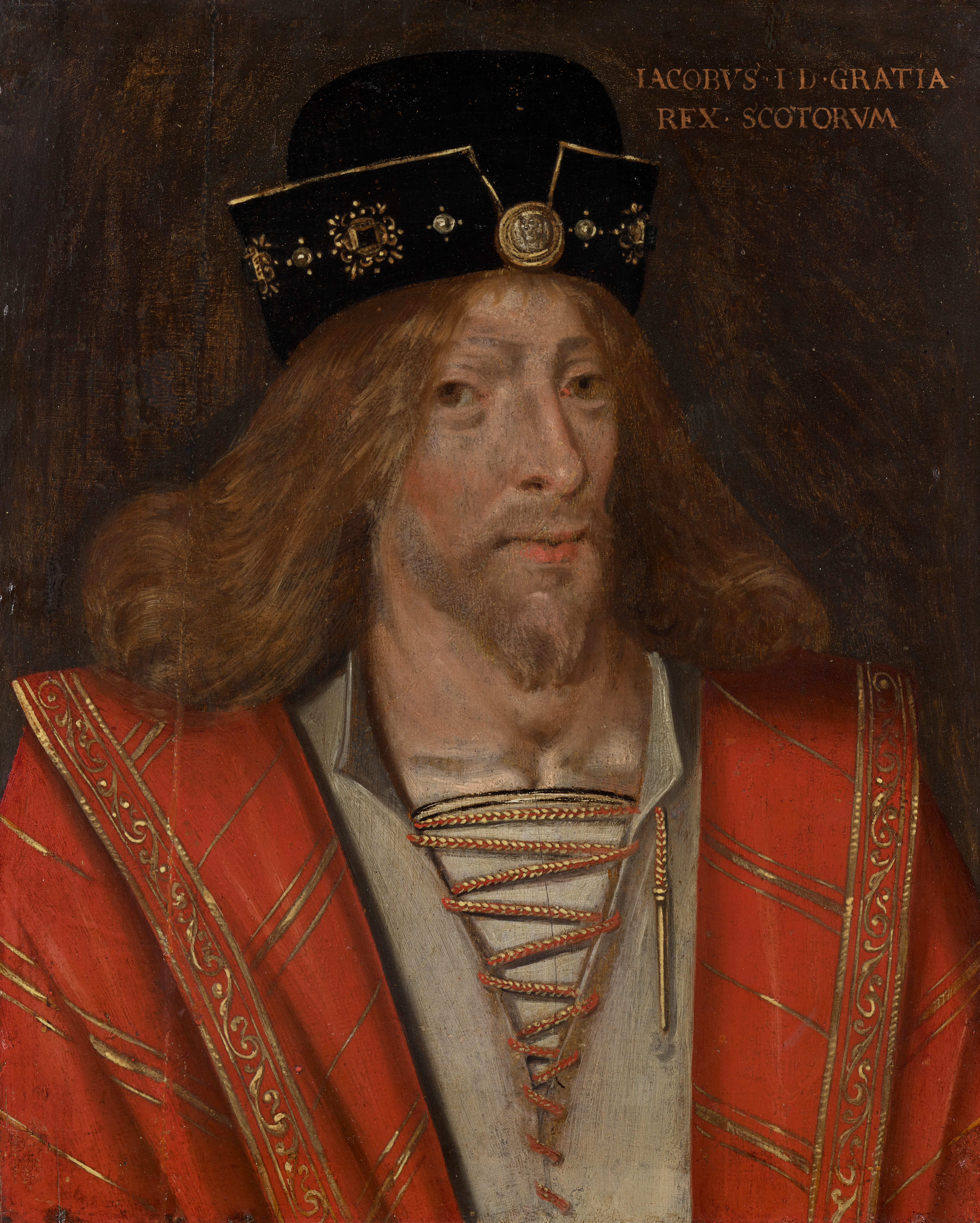
James I. von Schottland

- 4. April: Durch den Tod seines Vaters Robert III. wird James I. formal König von Schottland. Er befindet sich jedoch seit 22. März in Gefangenschaft des englischen Königs Heinrich IV. Sein Onkel Robert Stewart, der die Regentschaft im Königreich Schottland übernommen hat, lässt sich mit der Übersendung des geforderten Lösegelds Zeit.
- Ein englisches Gesetz bestimmt, dass jede Wahl frei zu erfolgen hat und mit einer von allen Wählern unterzeichneten Urkunde zu besiegeln ist. Das Recht der Wahlprüfung steht ursprünglich dem König zu. Heinrich IV. beauftragt in einem Gesetz die reisenden Assisenrichter mit der Überprüfung der Wahlberichte.

#### Heiliges Römisches Reich

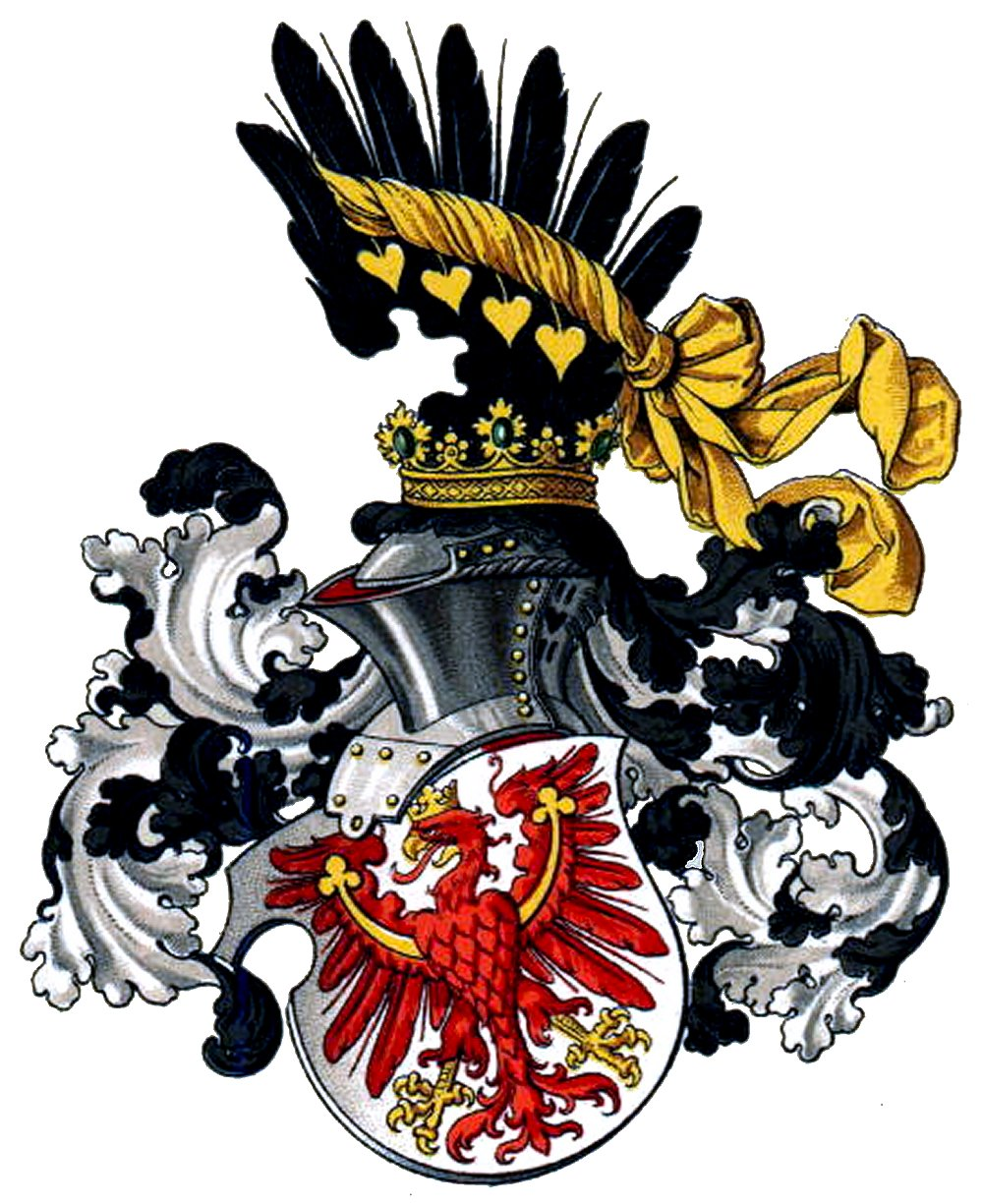
Wappen der gefürsteten Grafschaft Tirol

- 15. Juli: Nach dem Tod Wilhelms des Freundlichen wird das Erbe des Habsburgers zwischen seinen beiden Brüdern neu aufgeteilt. Leopold der Dicke, bisher Graf von Tirol, übernimmt die Vormundschaft für seinen Neffen Albrecht V. und die Regentschaft für das Herzogtum Österreich; Ernst der Eiserne wird Herzog von Innerösterreich, bestehend aus der Steiermark, Kärnten und Krain und Friedrich mit der leeren Tasche erhält zu seinem bisherigen Besitz Vorderösterreich noch die Grafschaft Tirol, wodurch sich die Verwaltungseinheit Oberösterreich bildet.
- 23. August: Der Tiroler Adel gründet zur gegenseitigen Unterstützung auf fünf Jahre die Gesellschaft des Elefanten. Nach einem kurzen kriegerischen Konflikt mit Appenzeller Landsknechten im Rahmen der Appenzellerkriege, die über den Arlberg bis Imst vorgedrungen sind, weiters infolge von Streitigkeiten zwischen den herzoglichen Brüdern Leopold dem Dicken und Ernst dem Eisernen, vereinigen sich 21 Adelige unter Führung von Ulrich von Mätsch zu einem Adelsbund, dem Sankt Jörgenschild, um ihre wohlerworbenen Standesrechte sowohl gegen den Tiroler Landesfürsten Friedrich mit der leeren Tasche, als auch gegen den Landeshauptmann Heinrich VI. von Rottenburg zu verteidigen.

#### Südeuropa
- 9. Oktober: Nach sechsmonatiger Belagerung wird Pisa, das sich gegen die Besatzung durch den Florentiner Bevollmächtigten Gino Capponi erhoben hat, von Giovanni Gambacorti an Florenz übergeben. Die Stadt wird nicht geplündert, aber viele Bürger werden vertrieben oder nach Florenz zwangsübersiedelt. Florenz besitzt nun einen großen Seehafen und ist damit in der Lage, direkt Seehandel zu betreiben.
- 25. Dezember: Der gerade 22 Monate alte Johann II. folgt seinem verstorbenen Vater auf den Thron von Kastilien. Während seiner Minderjährigkeit führen seine Mutter Katharina von Lancaster und sein Onkel Ferdinand von Antequera die Regierungsgeschäfte. Diese Doppelregentschaft gestaltet sich sehr konfliktreich und spaltet das Land in zwei Lager.

#### Asien

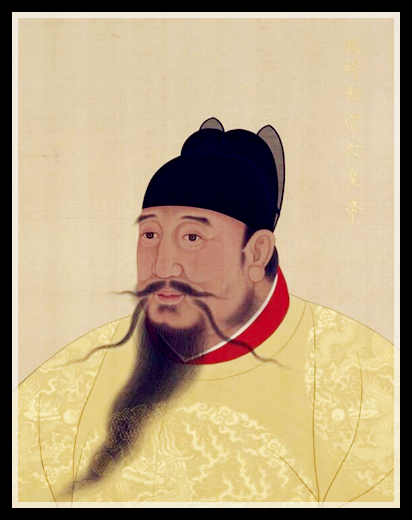
Kaiser Yongle

- Der chinesische Kaiser Yongle kündigt an, die Hauptstadt des Reiches von Nanjing in den Norden des Landes zu verlegen und beginnt in Peking mit dem Bau der Verbotenen Stadt.

#### Urkundliche Ersterwähnungen
- Die Orte Hosterwitz und Wenden werden erstmals urkundlich erwähnt.

### Wirtschaft
- Sächsische Münzgeschichte#Groschenzeit: Nach dem Tod des Landgrafen Balthasar von Thüringen wird die Münzstätte Sangerhausen geschlossen.

### Kultur

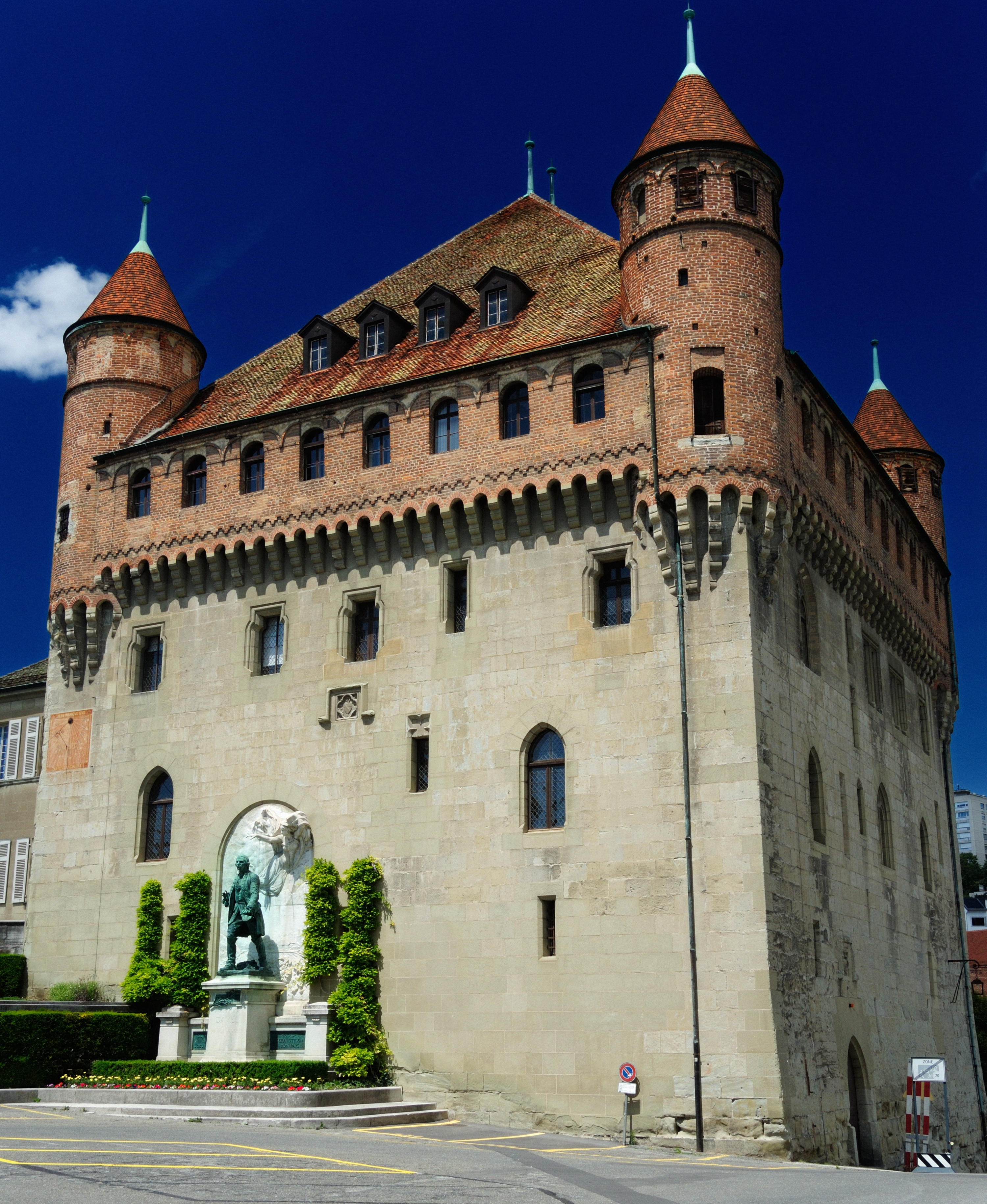
Château Saint-Maire

- Nach dem 10. Juli: Das von Bischof Guillaume de Menthonay in Auftrag gegebene Château Saint-Maire in Lausanne wird nach rund neunjähriger Bauzeit unter seinem Nachfolger Guillaume de Challant fertiggestellt. De Menthonay ist kurz vor der Fertigstellung von seinem Coiffeur ermordet worden.

### Religion

#### Papstwahl

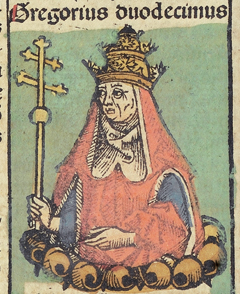
Gregor XII. in der Schedelschen Weltchronik

- 13. März: Der im Sommer des Vorjahres von den Römern vertriebene Papst Innozenz VII. kehrt von Viterbo nach Rom zurück. Am 6. November stirbt er. Nach einem zwölftägigen Konklave wird Angelo Correr, der Patriarch von Venedig, unter dem Namen Gregor XII. am 30. November zum neuen Papst gewählt. Sein Pontifikat ist geprägt durch das Abendländische Schisma. Sein Plan, sich in Savona mit dem in Avignon residierenden Gegenpapst Benedikt XIII. zu treffen, wird von seinen eigenen Anhängern verhindert, die befürchten, dass der greise Papst dem jüngeren Benedikt nicht gewachsen ist.

#### Klostergründungen
- 15. Mai: Die Canonia B. Mariae in Gaesdonck prope Goch, ein Kloster der Regulierten Chorherren des hl. Augustinus der Kongregation von Windesheim wird eingeweiht.

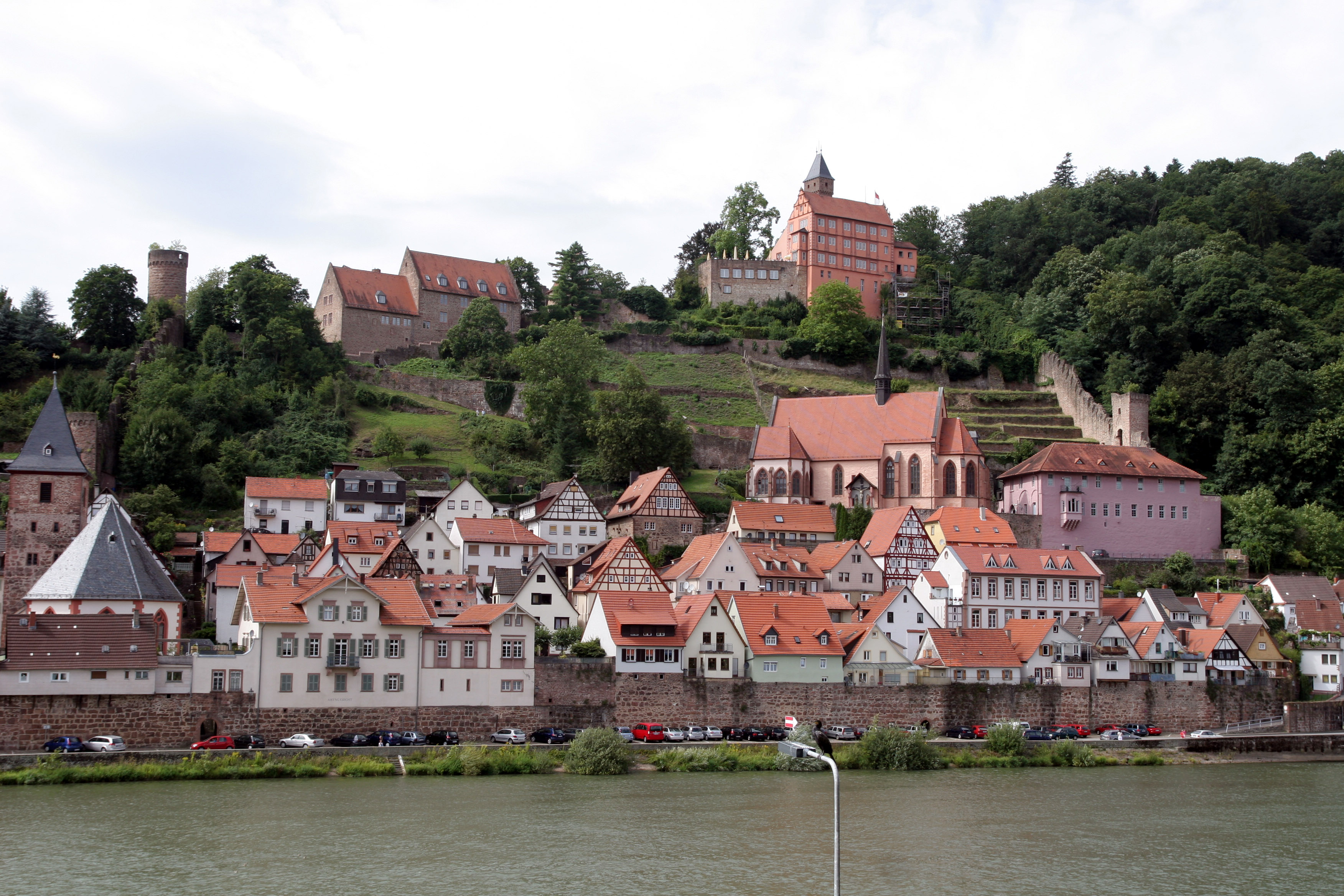
Hirschhorn mit Burg und Kloster

- Die Herren von Hirschhorn stiften in Hirschhorn am Neckar direkt unter der Burg Hirschhorn die Karmeliter-Klosterkirche Mariä Verkündigung samt dem benachbarten Kloster. Konrad von Hirschhorn ist Domherr in Speyer und vermutlich die treibende Kraft hinter der Klostergründung, die bereits 1405 durch Papst Innozenz VII. genehmigt worden ist.
- Das Dominikanerkloster San Domenico in Fiesole wird gegründet.

### Katastrophen
- Eine dänische Chronik berichtet von der Pest nach einer Regenflut in Dänemark, Schweden und Norwegen, bei der rund ein Zehntel der Bevölkerung ums Leben kommt.

### Natur und Umwelt
- 16. Juni: In Deutschland und anderen Teilen Europas wird eine Sonnenfinsternis beobachtet.

## Geboren

### Geburtsdatum gesichert
- 13. Januar: Matteo Palmieri, italienischer Humanist († 1475)
- 11. Juli: Wilhelm, Markgraf von Hachberg-Sausenberg, Landvogt im Sundgau, im Elsass und im Breisgau († 1482)

### Genaues Geburtsdatum unbekannt
- Joan Beaufort, Königin von Schottland († 1445)
- Louis I. de Bourbon, französischer Adeliger, Graf von Montpensier und von Clermont-en-Auvergne aus dem Hause Bourbon († 1486)
- Geoffrey Boleyn, Lord Mayor of London († 1463)
- Maffeo Gherardi, Patriarch von Venedig († 1492)
- Johann, Markgraf von Brandenburg-Kulmbach († 1464)
- Bartolomeo Roverella, italienischer Kardinal, Erzbischof von Ravenna († 1476)
- Shinkei, japanischer Dichter († 1475)
- Ulrich II., Graf von Cilli († 1456)

## Gestorben

### Erstes Halbjahr

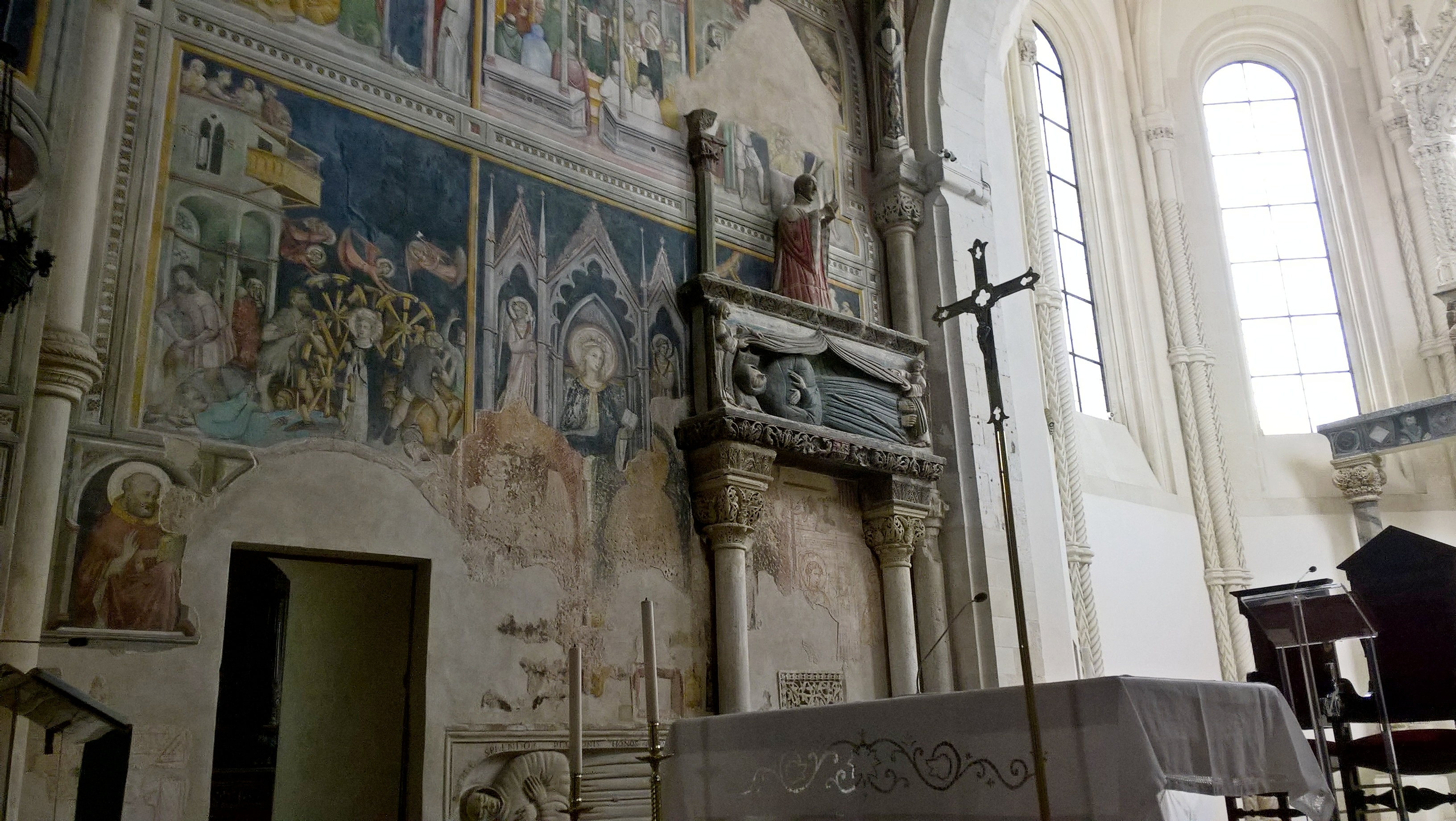
Altarraum und Sarkophag von Raimondo Orsini del Balzo

- 17. Januar: Raimondo Orsini del Balzo, Graf von Soleto, Herzog von Benevent, Fürst von Tarent, Graf von Lecce, Herzog von Bari (* um 1352)
- 17. März: Ibn Chaldun, islamischer Historiker und Politiker (* 1332)
- 04. April: Robert III., König von Schottland (* 1337)
- 05. April: Konrad Torer von Törlein, Bischof von Lavant
- 04. Mai: Coluccio Salutati, italienischer Humanist (* 1331)
- 16. Mai: Walter Fitzwalter, englischer Adeliger (* 1368)
- 18. Mai: Balthasar von Thüringen, Markgraf der Wettiner (* 1336)
- 28. Juni: Sophie von Pommern, Herzogin zu Braunschweig und Lüneburg (* 1370)
- 30. Juni: Otto II. von Braunschweig-Lüneburg, Erzbischof von Bremen (* um 1364)

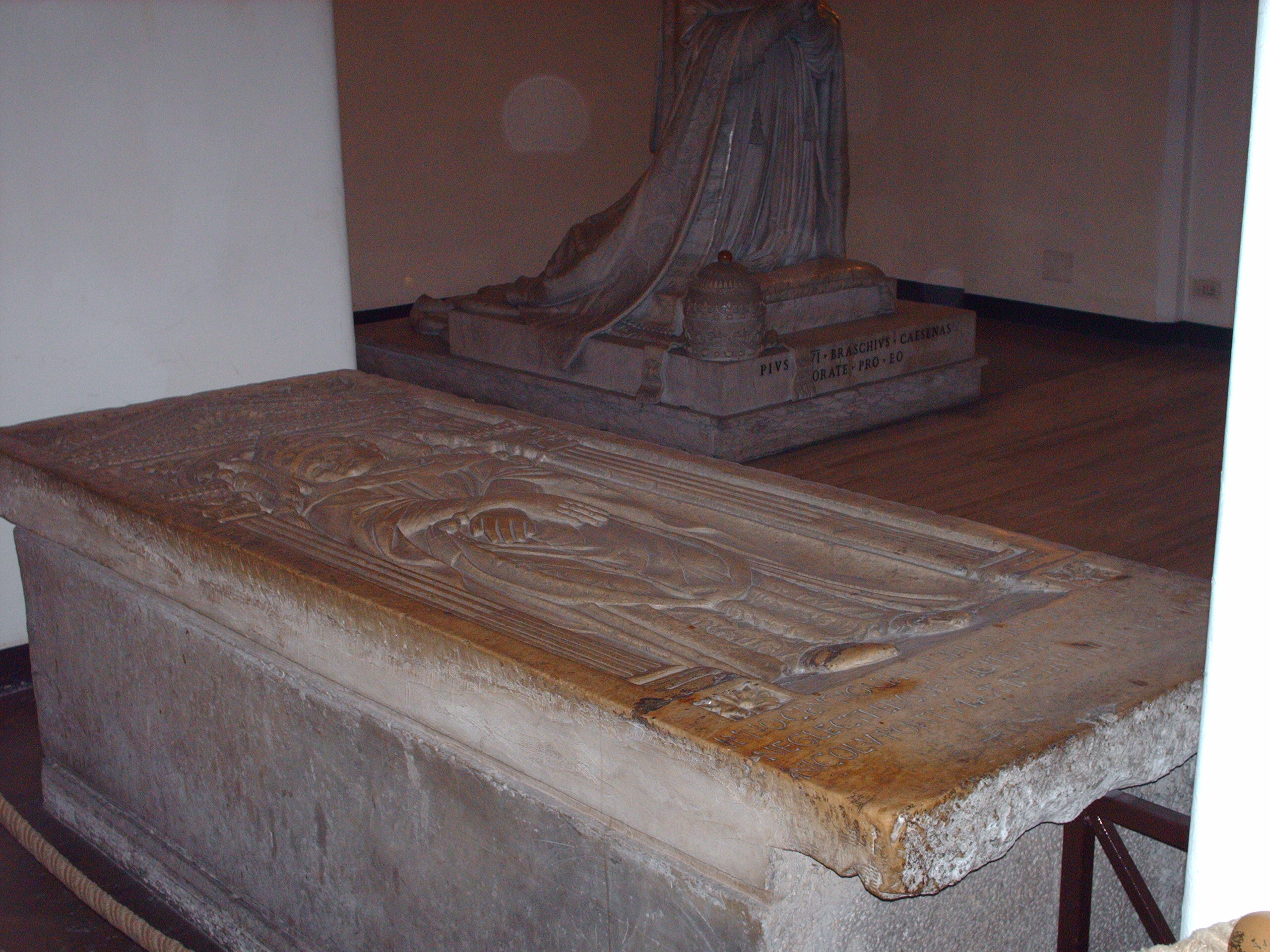
Sarkophag Innozenz VII. in St. Peter

### Zweites Halbjahr
- 9./10. Juli: Guillaume de Menthonay, Bischof von Lausanne
- 15. Juli: Wilhelm von Habsburg (Wilhelm von Österreich), Herzog von Österreich (* um 1370)
- 16. September: Kiprian, Metropolit von Kiew und Moskau, Hagiograph (* um 1330)
- 06. Oktober: Henning von Rentelen, Bürgermeister von Lübeck (* um 1360)
- 06. November: Papst Innozenz VII. (* 1336)
- 01. Dezember: Johanna, Herzogin von Brabant und Limburg (* 1322)
- 07. Dezember: Peter III. von Rosenberg, böhmischer Aliger (* 1381)

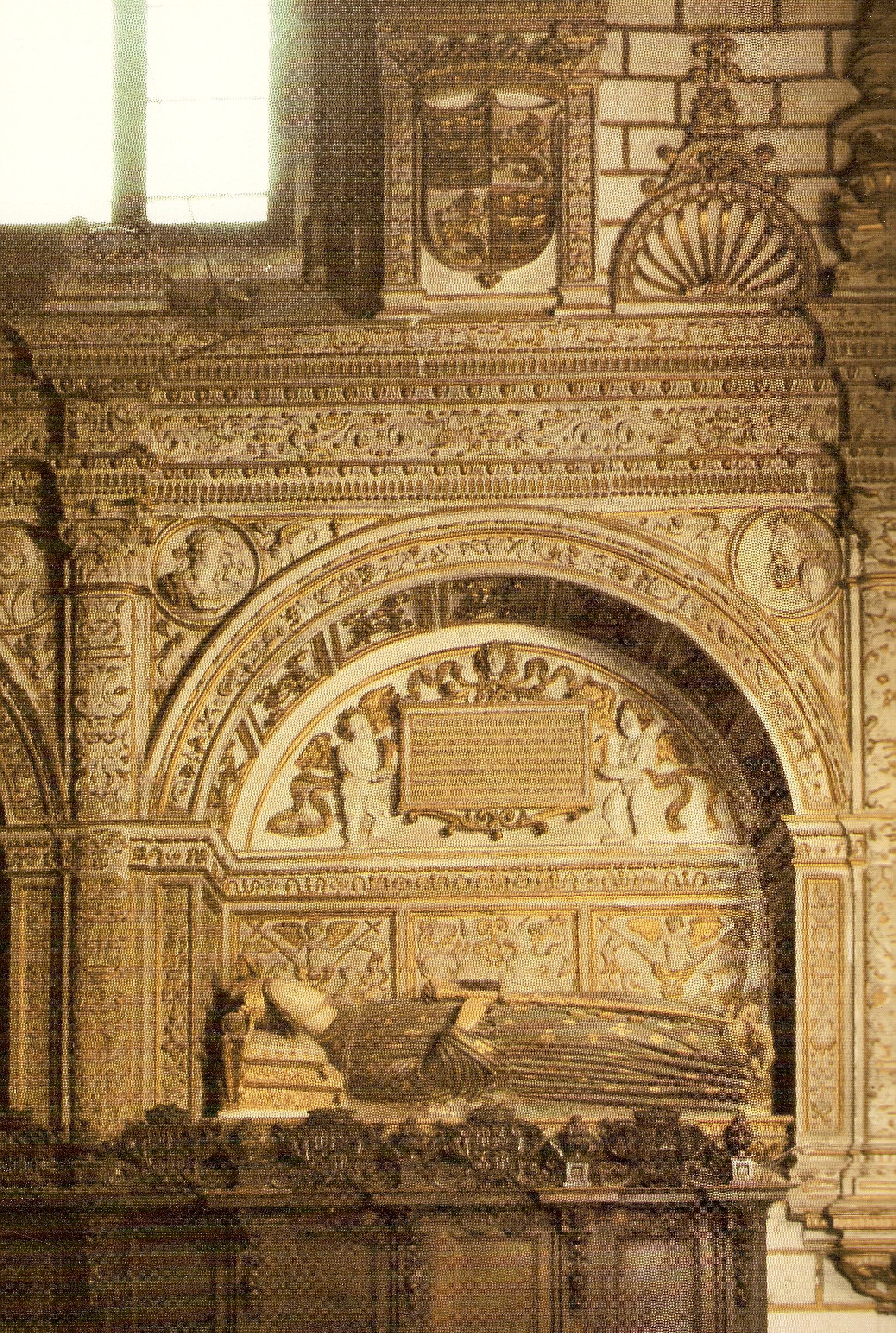
Grabmal Heinrichs III.

- 25. Dezember: Heinrich III., König von Kastilien und León (* 1379)
- 28. Dezember: Marquard von Randegg, Bischof von Minden und Konstanz

### Genaues Todesdatum unbekannt
- Folkmar Allena, ostfriesischer Häuptling
- Otto IV. von Rietberg, Bischof von Minden